# Живко (село)
Жѝвко е село в Северна България, община Габрово, област Габрово.

## География
Село Живко се намира на около 9 km север-северозападно от центъра на град Габрово и 15 km югоизточно от Севлиево. Разположено е в югозападната част на платото Стражата. Надморската височина в югозападния край на селото е около 700 – 720 m, а в североизточния намалява до около 650 – 660 m. Общинският път за селото е западно отклонение от третокласния републикански път III-4403, което продължава покрай Живко към съседното село Влайчовци и през него – до село Здравковец.
Населението на село Живко, наброявало 179 души при преброяването към 1934 г., намалява до 19 към 1992 г. и до 11 души (по текущата демографска статистика за населението) – към 2019 г. В селото има около 36 къщи.

## История
През 1951 г. дотогавашното населено място колиби Мазълите е преименувано на Живко, а през 1995 г. колиби Живко придобива статута на село..

## Население
Преброяване на населението през 2011 г.
Численост и дял на етническите групи според преброяването на населението през 2011 г.:
|                     | Численост | Дял (в %) |
| Общо                | 24        | 100,00    |
| Българи             | 22        | 91. 66    |
| Турци               | 0         | 0,00      |
| Цигани              | 0         | 0,00      |
| Други               | 0         | 0,00      |
| Не се самоопределят | 0         | 0,00      |
| Неотговорили        | 1         | 4,16      |

## Културни и природни забележителности
Село Живко е в непосредствена близост до защитената зона и туристически обект „Витата стена“.

## Личности
- Иван Райков (1912 – 2002), български партизанин